# Comté-tolosan
Le comté-tolosan, appelé vin de pays du comté tolosan jusqu'en 2009, est un vin français d'indication géographique protégée (correspondant à l'ancienne dénomination vins de pays) régionale produit sur l'ensemble du vignoble du Sud-Ouest de la France.

## Zone géographique
C'est l'une des six IGP régionales de France. 
1. : IGP Atlantique
2. : IGP Comté Tolosan (Bigorre, Cantal, Coteaux et Terrasses de Montauban, Haute-Garonne, Tarn-et-Garonne)
3. : IGP Comtés Rhodaniens
4. : IGP Méditerranée (Comté de Grignan, Coteaux de Montélimar)
5. : IGP Pays d’Oc
6. : IGP Val de Loire (Allier, Cher, Indre, Indre-et-Loire, Loir-et-Cher, Loire-Atlantique, Loiret, Maine-et-Loire, Marches de Bretagne, Nièvre, Pays de Retz, Sarthe, Vendée, Vienne)[3]

Ce label, spécifique au Sud-Ouest, englobe 12 départements et fournit des vins plutôt blancs sur la rive gauche de la Garonne et rouges et rosés sur la rive droite.

### Orographie
Ce vaste vignoble est bordé par les massifs montagneux des Pyrénées au sud, du Massif central au nord et à l’est, et par l’Océan Atlantique à l’ouest. Il s'étend sur le bassin versant de l’Adour ainsi que le haut bassin de la Garonne.

### Géologie
La plus grande partie du vignoble se retrouve sur des terrains sédimentaires tertiaires appartenant au bassin aquitain ainsi que sur des alluvions anciennes des terrasses quaternaires.

### Climat
Ce terroir viticole jouit d'un climat de type océanique tempéré. Celui-ci est caractérisé par des hivers doux et pluvieux et des étés frais et relativement humides. Cette influence s’estompe vers l’est pour céder place à un climat plus méditerranéen avec des étés plus chauds et plus secs, tandis que les piémonts montagneux subissent des températures hivernales plus rigoureuses.

## Vignoble

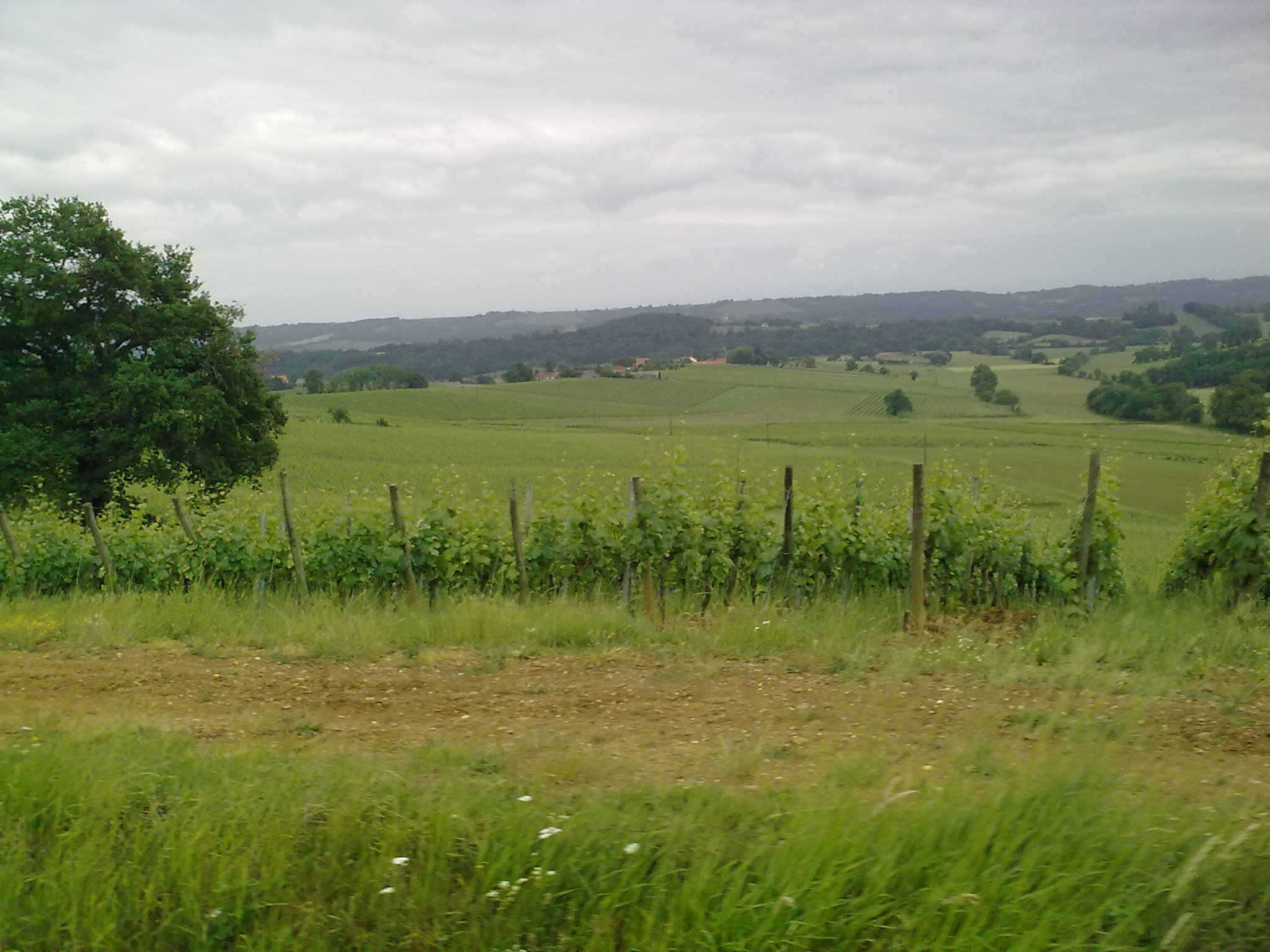
Vignoble de l'IGP comté-tolosan dans les Pyrénées-Atlantiques

### Présentation
Pour avoir droit à la dénomination Vin de pays du comté Tolosan, les vins doivent être issus de vendanges récoltées dans les départements suivants :
Ariège, Aveyron, Cantal, Haute-Garonne, Gers, Landes, Lot, Lot-et-Garonne, Pyrénées-Atlantiques, Hautes-Pyrénées, Tarn et Tarn-et-Garonne.

### Encépagement
Les vins rouges et rosés assemblent : malbec, Cabernet franc, Cabernet-sauvignon, Cot, Duras, Gamay, Merlot, Négrette.
Les vins blancs sont élaborés à base de Chardonnay, Chenin, Colombard, Len de l’El, Gros et Petit Manseng, Mauzac et Muscadelle.

## Type de vin
Ce label peut être complétée par les unités géographiques suivantes : Bigorre, Coteaux et Terrasses de Montauban, Pyrénées Atlantiques, Tarn et Garonne, Haute-Garonne et Cantal.

## Sources